# کارول شلی
کارول شلی (انگلیسی: Carole Shelley؛ ۱۶ اوت ۱۹۳۹-۳۱ اوت ۲۰۱۸ (۷۹ سال)) یک هنرپیشه اهل انگلستان بود. وی از سال ۱۹۶۵ میلادی تا ۲۰۱۸ مشغول فعالیت بوده‌است.

## بخشی از فیلمشناسی
از فیلم‌ها یا برنامه‌های تلویزیونی که وی در آن نقش داشته‌است می‌توان به آثار زیر اشاره کرد.
- رابین‌هود (۱۹۷۳)
- هرکول (فیلم ۱۹۹۷) (۱۹۹۷)
- افسونگر (۲۰۰۵)